# والری مزاگ
والری مزاگ (انگلیسی: Valéry Mézague; ۸ دسامبر ۱۹۸۳ – ۱۵ نوامبر ۲۰۱۴) بازیکن فوتبال اهل فرانسه بود.
از باشگاه‌هایی که در آن بازی کرده‌است می‌توان به باشگاه فوتبال ونس، باشگاه فوتبال پانتولیکوس، باشگاه فوتبال بری، باشگاه فوتبال پورتسموث، باشگاه فوتبال سوشو، باشگاه فوتبال لو آور، و باشگاه ورزشی مون‌پلیه اشاره کرد.
وی همچنین در تیم ملی فوتبال کامرون بازی کرده‌است.